# Frank Robbins

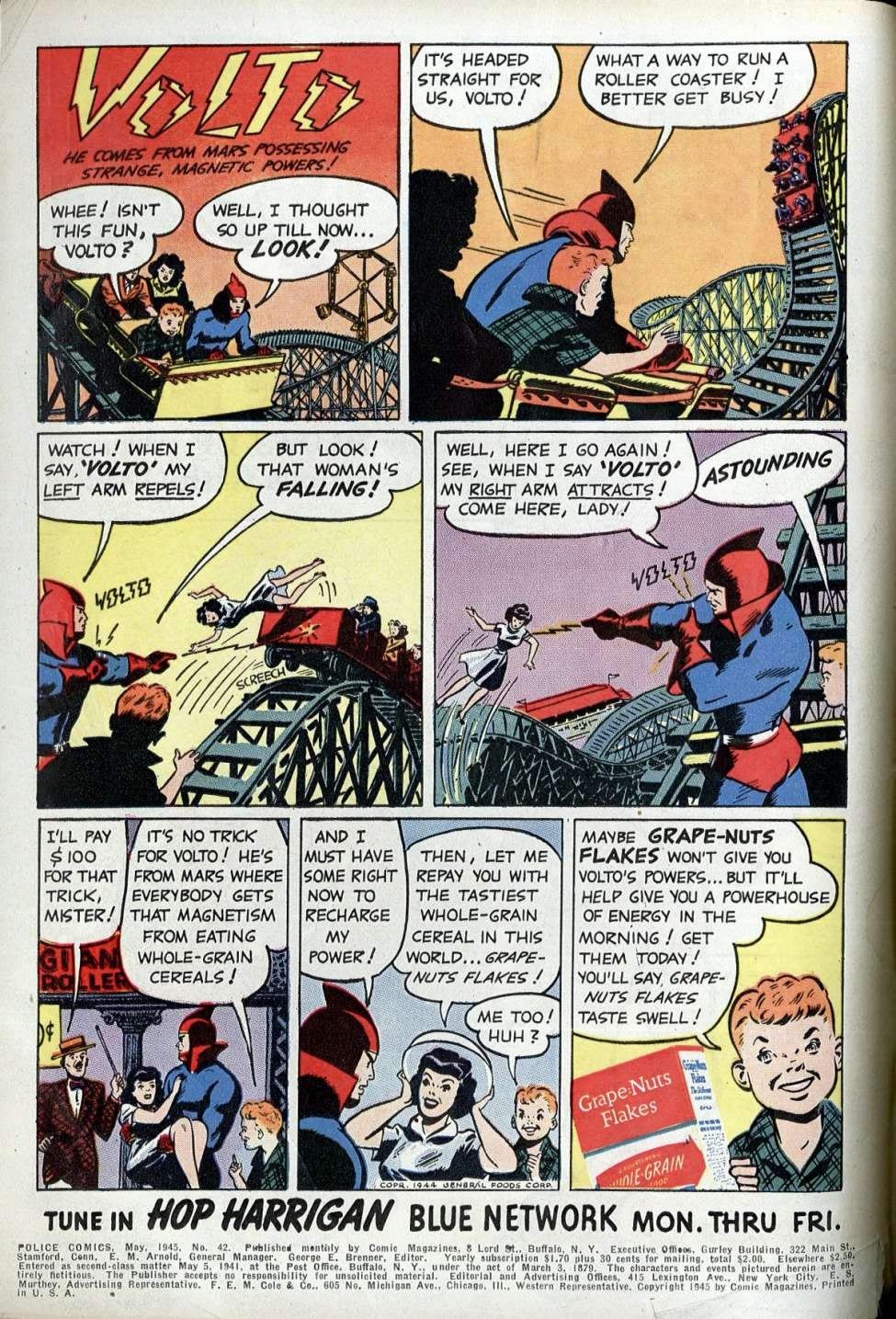
Uma Historia pela qual foi criada por Frank Robbins

Frank Robbins (9 de setembro de 1917 - 28 de Novembro de 1994) foi um quadrinista e pintor estadunidense. Robbins foi o autor da tira de jornal Johnny Hazard publicada entre 1944 e 1977 e distribuída pela King Features Syndicate.

## Primeiros anos
Nascido em Boston, Robbins recebeu ainda na adolescência uma bolsa da Fundação Rockefeller e bolsas de estudo para o Museu de Boston e para a Academia Nacional de Design em Nova York. Robbins casou-se com Bertha em 1945 e teve dois filhos, Michael e Laurie Robbins.

## Carreira
O início da carreira de Robbins incluiu trabalhos como assistente de Edward Trumbull nos murais do edifício da NBC, além da criação de materiais promocionais para a RKO Pictures.

### Tiras de jornal
Em 1939, a Associated Press contratou Robbins para assumir a tira de aviação Scorchy Smith, que ele desenhou até 1944. Em seguida, criou a tira Johnny Hazard, na qual trabalhou por mais de três décadas, até seu encerramento em 1977. A versão em revista em quadrinhos de Johnny Hazard foi publicada pela Standard Comics de agosto de 1948 a maio de 1949. As tiras dominicais foram republicadas em um volume colorido pelo Pacific Comics Club. Outras reimpressões foram feitas pelas editoras Pioneer Comics e Dragon Lady Press.

### Revistas em quadrinhos
Em 1968, Robbins começou a trabalhar como roteirista para a DC Comics. Sua primeira história para a editora foi publicada em Superman's Girl Friend, Lois Lane #83 (maio de 1968). Ele se tornou roteirista de Superboy a partir da edição #149 (julho de 1968) e, #mês seguinte, passou a escrever para Batman e Detective Comics. Robbins e o artista Irv Novick criaram a história que revelou o sobrenome de Alfred Pennyworth em Batman #216 (novembro de 1969). Posteriormente, foi revelado que Robbins apenas utilizou o nome previamente criado pelo ex-editor da DC, Whitney Ellsworth, para a tira de jornal do Batman.
A dupla Robbins-Novick foi essencial para trazer de volta o clima gótico ao personagem, como na história  "One Bullet Too Many".
Trabalhando com o editor Julius Schwartz e com os artistas Neal Adams e Irv Novick, Robbins revitalizou o Batman com uma série de histórias marcantes, resgatando sua natureza sombria e introspectiva. Ele introduziu o personagem Jason Bard como coadjuvante em Detective Comics #392 (outubro de 1969) e escreveu várias histórias secundárias com ele. Robbins e Neal Adams co-criaram o Homem-Morcego (Man-Bat) em Detective Comics #400 (junho de 1970). Junto a Novick, Robbins criou o Homem dos Dez Olhos (Ten-Eyed Man) em Batman #226 (novembro de 1970) e o Fantasma (Spook) em Detective Comics #434 (abril de 1973).
Robbins também ajudou a lançar a revista Plop! e chegou a desenhar brevemente a versão licenciada de O Sombra (The Shadow) da DC antes de se transferir para a Marvel Comics. Lá, ele lançou a série Os Invasores (The Invaders) com o roteirista Roy Thomas em 1975, co-criando os personagens Union Jack, Spitfire e os Comandos Mirins (Kid Commandos). Outros trabalhos para a Marvel incluíram histórias do Capitão América (Captain America) e Motoqueiro Fantasma (Ghost Rider), bem como personagens licenciados como Human Fly e O Homem do Atlantis (Man from Atlantis). Seu último trabalho original foi publicado na revista em preto e branco The Tomb of Dracula, vol. 2, #2 (dezembro de 1979).

### Últimos anos e morte
Robbins mudou-se para San Miguel de Allende, #México, e passou seus últimos anos dedicado à pintura. Ele faleceu de ataque cardíaco em 28 de novembro de 1994.

### Legado
A coleção Frank Robbins na Universidade de Syracuse possui 1.090 tiras originais de Johnny Hazard, consistindo em 934 tiras diárias e 156 tiras dominicais. Criadores de quadrinhos que citam Robbins como influência incluem Chris Samnee.